# Burg Liebenau
Die Burg Liebenau ist eine abgegangene Burg in Liebenau in Niedersachsen. Die  an der Aue liegende Burgstelle ist seit langem überbaut und nicht mehr erkennbar.

## Beschreibung
Die Burg war eine mittelalterliche Niederungsburg, die im Jahr 1300 erstmals erwähnt wird. Wahrscheinlich wurde sie bereits Jahrzehnte zuvor errichtet. Anderen Berichten zufolge wurde sie nach der Zerstörung der südlich von Liebenau gelegenen Burg Neuhaus im Jahr 1335 oder 1346 aus deren Steinmaterial errichtet. Aus einer Urkunde von 1527 ist bekannt, dass die Burg einen Burggraben und einen äußeren Wall besaß. Zur Burg führte ein Damm, der mit der Dammstraße in diesem Bereich überliefert ist. Nach der Zerstörung der Burg 1512 wurden auf dem Burgplatz 1527 wieder Gebäude errichtet, darunter ein 1728 wieder abgebrochenes Amtshaus als zweistöckiger Fachwerkbau. Im 17. Jahrhundert entstanden neue Wirtschaftsgebäude auf der früheren Burgstelle, auf der dann 1663 neben dem Amtshaus acht Nebengebäude standen.

## Geschichte
Die Burg Liebenau war Sitz der Vogtei Liebenau der Grafen von Hoya. Nach der Teilung der Grafschaft Hoya 1345 wurde sie Residenz einer Niedergrafschaft unter der Bezeichnung Grafschaft von Hoya und Bruchhausen. 1482 erhielt eine Gräfin von Hoya im Ehevertrag die Burg zur Unterhaltssicherung. Nach dem Aussterben der Linie der Grafen von Hoya und Bruchhausen im Jahr 1503 kam es zu einem Erbstreit zwischen der Obergrafschaft Hoya und den Herzögen von Braunschweig-Lüneburg, in deren Folge die Burg 1512 zerstört wurde. Als Verbündete der Welfen besetzten die Schaumburger Grafen die verwüstete Burgstelle und gaben sie erst auf Befehl von Kaiser Karl V. wieder heraus. 1527 gehörte die Burgstelle wieder den Grafen von Hoya. Sie verlehnten sie an den Ritter Arnold von Hoya, der das Amtshaus und weitere neue Gebäude errichten ließ. 1532 machte Graf Jobst von Hoya die Belehnung rückgängig. 1576 wurde das Amtshaus zum Witwensitz.